# محوطه هاشم‌آباد ۱
محوطه هاشم‌آباد ۱ مربوط به سده‌های میانه دوران‌های تاریخی پس از اسلام است و در شهرستان سرباز، بخش مرکزی، دهستان پارود، ۳۰۰ متری روستای هاشم‌آباد واقع شده و این اثر در تاریخ ۲۷ اسفند ۱۳۸۷ با شمارهٔ ثبت ۲۶۵۰۰ به‌عنوان یکی از آثار ملی ایران به ثبت رسیده است.